# Anton Lander
Anton Lander, född 24 april 1991 i Timrå, är en svensk ishockeyspelare som, från och med säsongen 2022/2023, återigen spelar centerforward för Timrå IK i SHL. Timrå IK är också hans moderklubb där han började karriären innan han lämnade för spel i Edmonton Oilers i NHL inför säsongen 2011/2012. Han har också representerat Ak Bars Kazan och Lokomotiv Jaroslavl  i KHL samt nu senast EV Zug i NLA i Schweiz.

## Karriär

### Juniortiden
Lander var redan vid 14 års ålder en framträdande profil i Timrå IK:s lag i J18-allsvenskan. Han blev även en av de första som tog en plats i det svenska U16-landslaget som underårig. Säsongen 2006/2007 debuterade han för Timrå IK i J20 SuperElit och 2007/2008 i Elitserien. På dagen för sin debut var han 16 år, 5 månader och 3 dagar, vilket gör honom till den då tredje, nu femte, yngste elitseriespelaren genom tiderna – i klubbens historia är det bara Mats Näslund som debuterat vid en yngre ålder i högsta serien. Lander noterades för en assistpoäng i elitseriedebuten. Under säsongen var han även en av fyra 91:or som togs ut till J18-landslaget och representerade Sverige i Memorial of Ivan Hlinka i augusti 2007, där Sverige vann J18-guld. Lander kom på delad förstaplats i turneringens skytteliga.
Lander gjorde sitt första elitseriemål den 25 februari 2008 mot Skellefteå AIK, bara ett fåtal matcher efter radarpartnern Magnus Pääjärvi Svenssons första elitseriemål. Totalt fanns Lander ombytt till 32 elitseriematcher men producerade även poäng för Timrås J20-lag (19 poäng på 18 matcher). Därpå följande säsong, 2008/2009, var han ordinarie i Timrås A-lag, där det blev 10 poäng (4 mål, 6 assists) på 47 matcher, men spelade även lite med J20-laget (6 poäng, varav 5 mål, på 8 matcher).
Lander draftades i 2009 års NHL-draft av Edmonton Oilers i den andra rundan som draftens 40:e spelare totalt.

### Timrå IK
Säsongen 2009/2010 blev Lander ordinarie i Timrå IK:s A-lag och producerade 16 poäng (7 mål, 9 assists) på 49 matcher. Han gjorde bland annat det avgörande 1-0-målet som sköt Timrå IK till slutspel den säsongen, i den sista grundseriematchen mot Luleå HF. Under säsongen gjorde Lander även flera juniorlandskamper och spelade för Sverige i JVM 2010. Lander var assisterande lagkapten i J20-landslaget som vann JVM-brons. Lander gjorde även debut i A-landslaget med två träningslandskamper för Tre Kronor.
Inför säsongen 2010/2011 utsågs Lander till assisterande lagkapten i Timrå IK. Han gjorde 10 mål och 14 assist (totalt 24 poäng) på 49 matcher. Än en gång gjorde han ett av säsongens mest avgörande mål när han gjorde segermålet till 2-1 i sista omgången mot Djurgårdens IF varvid Timrå säkrade en tiondeplats i tabellen och nytt elitseriekontrakt. Efter säsongen blev han utsedd till "Årets Junior" i svensk hockey. Lander representerade även Sverige i JVM 2011, där han var lagkapten. Under turningen svarade Lander för 8 poäng (5 mål, 3 assists) på 6 matcher. Det var Lander som missade den avgörande straffen i straffavgörandet mot Ryssland i semifinalen. Sverige slutade på fjärdeplats i turningen.

### Nordamerika

#### Edmonton Oilers
Den 28 april 2011 skrev Lander på ett treårskontrakt med NHL-laget Edmonton Oilers. Lander NHL-debuterade den 9 oktober 2011 i en match mot Pittsburgh Penguins. Lander gjorde sitt första mål i NHL den 17 november 2011 i en match mot Ottawa Senators. Säsongen 2013/2014 blev Lander lagkapten i Edmonton Oilers farmarlag Oklahoma City Barons i AHL, där han spelade fram till 2015. Lander representerade även Tre Kronor i VM 2015, där Sverige slutade på femteplats. Säsongen 2015/2016 var Lander ordinarie i Edmonton Oilers men gjorde bara 3 poäng på 61 matcher. Säsongen därpå, 2016/2017, spelade Lander halva säsongen i Edmonton Oilers i NHL och andra halvan i Bakersfield Condors i AHL.

### KHL

#### AK Bars Kazan
10 juli 2017 skrev han på ett tvåårskontrakt med Ak Bars Kazan i KHL.

## Meriter
- Deltagande i TV-pucken med Medelpad 2006, 2007, 2008.
- Draftad som nummer 40 totalt av Edmonton Oilers i 2009 års NHL Entry Draft.
- Guld i U-18 Junior World Cup, Ivan Hlinkas minnesturnering 2007
- JVM-brons 2010.
- Lagkapten i Sveriges J20-lag i JVM 2011.
- Assisterande lagkapten i Timrå IK, Elitserien.
- Lagkapten i Timrå IK 2022/2023, SHL.

## Statistik

### Klubbkarriär
| 2005-2006             | Timrå J18             | J18 Allsvenskan       | 14  | 1  | 6  | 7  | –   | 14 | –  | – | – | – | –  | – |
| 2006-2007             | Timrå J18             | J18 Allsvenskan       | 12  | 6  | 10 | 16 | –   | 14 | 2  | 1 | 2 | 3 | 0  | 0 |
| 2006-2007             | Timrå J20             | SuperElit             | 10  | 2  | 1  | 3  | –   | 10 | –  | – | – | – | –  | – |
| 2007-2008             | Timrå J18             | J18 Elit              | 4   | 6  | 4  | 10 | –   | 8  | –  | – | – | – | –  | – |
| 2007-2008             | Timrå J20             | SuperElit             | 18  | 5  | 14 | 19 | –   | 39 | –  | – | – | – | –  | – |
| 2007-2008             | Timrå IK              | SHL                   | 32  | 1  | 2  | 3  | –   | 4  | 10 | 0 | 0 | 0 | 0  | 0 |
| 2008-2009             | Timrå J20             | SuperElit             | 8   | 5  | 1  | 6  | –   | 8  | –  | – | – | – | –  | – |
| 2008-2009             | Timrå IK              | SHL                   | 47  | 4  | 6  | 10 | –   | 12 | 7  | 0 | 0 | 0 | 0  | 4 |
| 2009-2010             | Timrå IK              | SHL                   | 49  | 7  | 9  | 16 | –   | 14 | 5  | 0 | 2 | 2 | –  | 2 |
| 2010-2011             | Timrå IK              | SHL                   | 49  | 11 | 15 | 26 | –   | 38 | –  | – | – | – | –  | – |
| 2011-2012             | Edmonton Oilers       | NHL                   | 56  | 2  | 4  | 6  | -8  | 12 | –  | – | – | – | –  | – |
| 2011-2012             | Oklahoma City Barons  | AHL                   | 14  | 1  | 4  | 5  | -1  | 10 | 14 | 2 | 2 | 4 | 0  | 4 |
| 2012-2013             | Edmonton Oilers       | NHL                   | 11  | 0  | 1  | 1  | -4  | 2  | –  | – | – | – | –  | – |
| 2012-2013             | Oklahoma City Barons  | AHL                   | 47  | 9  | 11 | 20 | -1  | 22 | 8  | 5 | 3 | 8 | 8  | 4 |
| 2013-2014             | Edmonton Oilers       | NHL                   | 27  | 0  | 1  | 1  | -10 | 4  | –  | – | – | – | –  | – |
| 2013-2014             | Oklahoma City Barons  | AHL                   | 46  | 18 | 34 | 52 | 7   | 30 | 8  | 5 | 3 | 8 | 8  | 4 |
| 2014-2015             | Edmonton Oilers       | NHL                   | 38  | 6  | 14 | 20 | -12 | 14 | –  | – | – | – | –  | – |
| 2014-2015             | Oklahoma City Barons  | AHL                   | 29  | 9  | 22 | 31 | 8   | 20 | –  | – | – | – | –  | – |
| NHL totalt            | NHL totalt            | NHL totalt            | 132 | 8  | 20 | 28 | -34 | 32 | –  | – | – | – | –  | – |
| Elitserien totalt     | Elitserien totalt     | Elitserien totalt     | 177 | 23 | 32 | 55 | –   | 68 | 22 | 0 | 2 | 2 | -5 | 6 |
| Elitserien Jr. totalt | Elitserien Jr. totalt | Elitserien Jr. totalt | 66  | 25 | 36 | 61 | –   | 93 | 2  | 1 | 2 | 3 | –  | – |